# Inconel

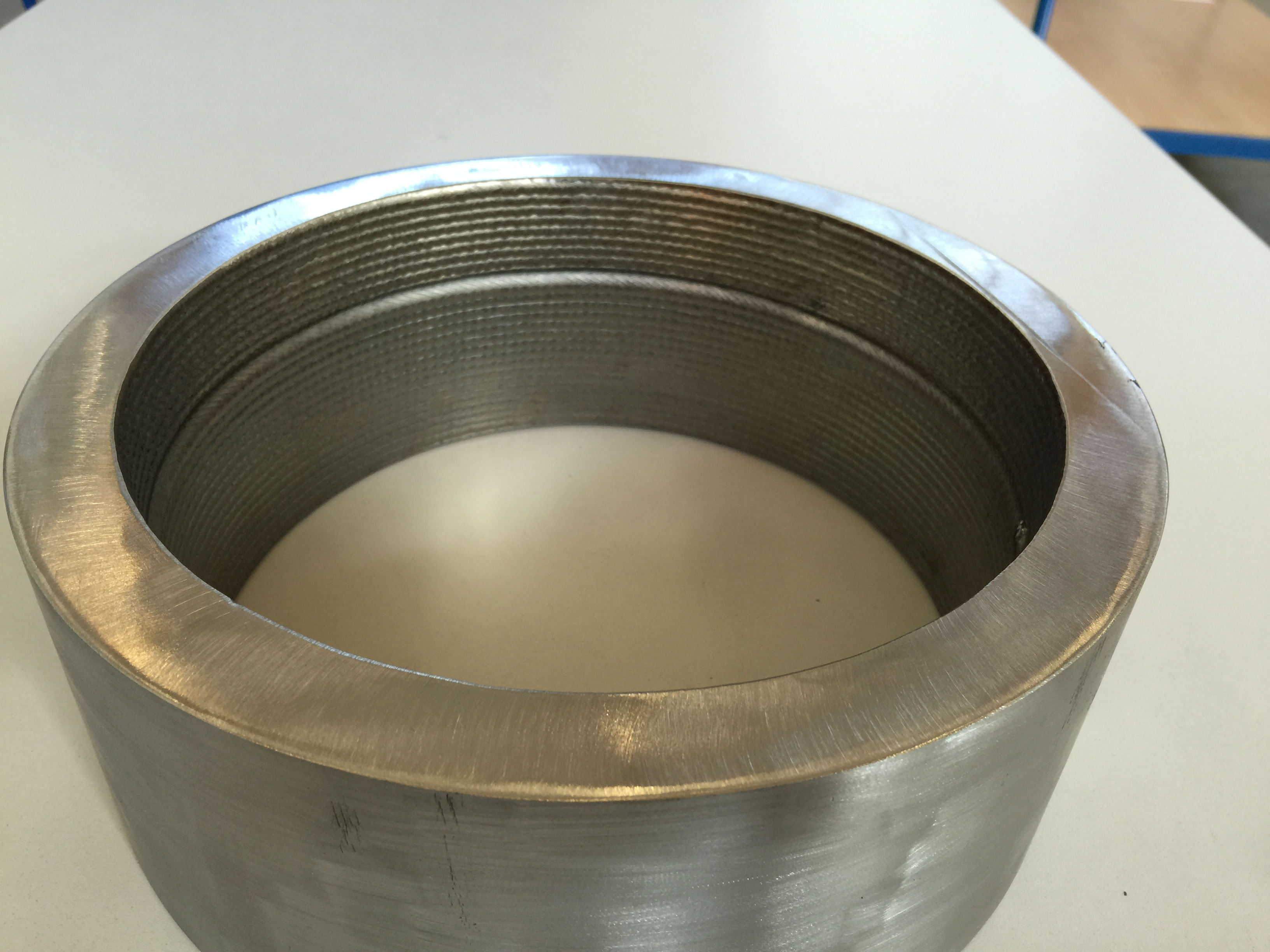
Oggetto realizzato in Inconel 625

Inconel è un marchio registrato dell'azienda statunitense Special Metals Corporation e fa riferimento alla famiglia delle superleghe a struttura austenitica a base di nichel-cromo. Altri nomi commerciali usati per indicare questa lega sono Chronin, Altemp, Nickelvac e Nicrofer. 
L'Inconel è una lega, principalmente a base di nichel (48%-72%) e cromo (14%-29%). Presenta un'ottima resistenza all'ossidazione alle alte temperature ed alla corrosione; per queste sue caratteristiche viene impiegato in parti di turbine a gas, nel settore petrolifero (per esempio per il rivestimento interno dei tubi), negli inceneritori di rifiuti RSU/industriali tossico-nocivi, per la protezione dei tubi di caldaia a recupero, fissato con saldatura o con thermal spray, per la realizzazione delle scatole nere degli aerei e nell'industria chimica.

## Composizione
| Inconel | Elementi (% di contenuto in massa) | Elementi (% di contenuto in massa) | Elementi (% di contenuto in massa) | Elementi (% di contenuto in massa) | Elementi (% di contenuto in massa) | Elementi (% di contenuto in massa) | Elementi (% di contenuto in massa) | Elementi (% di contenuto in massa) | Elementi (% di contenuto in massa) | Elementi (% di contenuto in massa) | Elementi (% di contenuto in massa) | Elementi (% di contenuto in massa) | Elementi (% di contenuto in massa) | Elementi (% di contenuto in massa) | Elementi (% di contenuto in massa) | Elementi (% di contenuto in massa) | Elementi (% di contenuto in massa) |
| Inconel | Nichel                             | Cromo                              | Ferro                              | Molibdeno                          | Niobio                             | Cobalto                            | Manganese                          | Rame                               | Alluminio                          | Titanio                            | Silicio                            | Carbonio                           | Zolfo                              | Fosforo                            | Boro                               | Tungsteno                          | Tantalio                           |
| ------- | ---------------------------------- | ---------------------------------- | ---------------------------------- | ---------------------------------- | ---------------------------------- | ---------------------------------- | ---------------------------------- | ---------------------------------- | ---------------------------------- | ---------------------------------- | ---------------------------------- | ---------------------------------- | ---------------------------------- | ---------------------------------- | ---------------------------------- | ---------------------------------- | ---------------------------------- |
| 600     | 72.0                               | 14.0-17.0                          | 6.0-10.0                           |                                    |                                    |                                    | 1.0                                | 0.5                                |                                    |                                    | 0.5                                | 0.15                               | 0.015                              |                                    |                                    |                                    |                                    |
| 625     | 58.0                               | 20.0-23.0                          | 5.0                                | 8.0-10.0                           | 3.15-4.15                          | 1.0                                | 0.5                                |                                    | 0.4                                | 0.4                                | 0.5                                | 0.1                                | 0.015                              | 0.015                              |                                    |                                    |                                    |
| 690     | 60.4                               | 29.03                              | 8.86                               | 0.39                               | 0.2                                |                                    | 0.16                               | 0.17                               | 0.08                               | 0.35                               | 0.32                               |                                    |                                    |                                    |                                    |                                    |                                    |
| 718     | 50.0-55.0                          | 17.0-21.0                          | 18.5                               | 2.8-3.3                            | 4.75-5.5                           | 1.0                                | 0.35                               | 0.2-0.8                            | 0.65-1.15                          | 0.3                                | 0.35                               | 0.08                               | 0.015                              | 0.015                              | 0.006                              |                                    |                                    |
| X 750   | >70.0                              | 14.0 – 17.0                        | 5.0 – 9.0                          |                                    | 0.7 – 1.2                          |                                    |                                    | 0.4 – 1.0                          | 2.25 – 2.75                        |                                    |                                    |                                    |                                    |                                    |                                    |                                    |                                    |
| 751     | ≥ 70.0                             | 14.0 - 17.0                        | 5.0 - 9.0                          |                                    | 0.7 - 1.2                          |                                    | ≤ 1.0                              | ≤ 0.5                              | 0.9 - 1.5                          | 2.0 - 2.6                          | ≤ 0.5                              | ≤ 0.1                              | ≤ 0.01                             |                                    |                                    |                                    |                                    |
| 939     | 48.0                               | 22.5                               |                                    |                                    | 1.0                                | 19.0                               |                                    |                                    | 1.9                                | 3.7                                |                                    |                                    |                                    |                                    |                                    | 2.0                                | 1.4                                |

## Caratteristiche
Nella lega X-750 le proprietà fisiche sono:
| Inconel | Densità    | Modulo di elasticità longitudinale | Modulo di elasticità tangenziale | Resistenza a Trazione | Temperatura di lavoro |
| ------- | ---------- | ---------------------------------- | -------------------------------- | --------------------- | --------------------- |
| X-750   | 8,28 g/cm3 | 218 GPa                            | 75,8 GPa                         | 1350 ÷ 1750 MPa       | −200 ÷ 370 °C         |